# Damīv
Damīv (persiska: دَميو, دمیو) är en ort i Iran.   Den ligger i provinsen Kurdistan, i den nordvästra delen av landet, 500 km väster om huvudstaden Teheran. Damīv ligger 1 777 meter över havet och antalet invånare är 465.
Terrängen runt Damīv är bergig söderut, men norrut är den kuperad. Runt Damīv är det ganska glesbefolkat, med 42 invånare per kvadratkilometer. Närmaste större samhälle är Dīnār, 14,1 km norr om Damīv. Trakten runt Damīv består i huvudsak av gräsmarker.